# Infinity Blade
Infinity Blade (с англ. — «Клинок бесконечности») — ролевая экшн-игра для мобильных устройств iOS, разработанная студией Chair Entertainment совместно с Epic Games и выпущенная в App Store 9 декабря 2010 года. Является первой видеоигрой для платформы iOS на движке Unreal Engine 3. Игрок должен вести ряд сражений один на один, проводя по экрану для атаки и отражения ударов противника, а также уклоняясь и блокируя атаки.
Игра стала самым кассовым приложением в истории iOS — за 4 дня было продано 271 424 копии. С момента выпуска получила четыре крупных обновления и одобрение от игровых критиков. Имеет продолжение — Infinity Blade 2, выпущенное в 2011 году. Infinity Blade: Awakening — продолжение игры, написанное Брэндоном Сандерсоном. Книга была опубликована после анонсирования Infinity Blade 2. В начале 2012 года стало известно о создании новой части игры — Infinity Blade: Dungeons, но её разработка была остановлена. Третьей и финальной частью игры стала Infinity Blade 3, выпущенная в 2013 году в день выхода iOS 7.
10 декабря 2018 года игра была удалена из AppStore из-за трудностей с дальнейшей поддержкой игры.

## Игровой процесс
- Весь игровой процесс прямолинейный и идёт кругами — родословными (англ. Bloodlines). По завершении родословной (герой умирает или проходит сюжетную линию) игра начинается заново, с учётом сохранения оружия, денег и опыта (тем не менее, уровень сложности увеличивается). Начиная с последнего обновления (v1.4) у игры есть логичный конец.
- Управление игрой происходит с помощью свайпов (англ. swipe — проведение пальцем по экрану) и тэпов (англ. tap — нажатие на экран).
- Каждый свайп наносит разные удары: сверху, снизу, справа, слева и по диагонали. Также присутствует прямой удар с помощью тэпа — появляется в виде небольшого круга на какой-либо части тела противника при выполнении определённых условий; нажатие на кружок наносит двойной урон и оглушает противника на некоторое время.
- В игре предусмотрено три типа защиты от врагов. Первый — уклонение, второй — защита щитом, третий — отражение удара (парирование) орудием героя с помощью свайпа.
- Также в игре существуют четыре типа врагов.
  - Первый тип — рыцарь, вооружены мечом и щитом. В их число входят: рыцари храма, железные охранники, наёмные убийцы, придорожные рыцари, рыцари-бродяги, всадники, а также Архарин и Царь-Бог.
  - Второй тип — рыцарь-монстр: отличается от рыцаря только монструозным видом или просто большим размером. В их число входят: бруталы, рогатые охранники, костяные демоны, рукбейны, все паладины, а также Тёмный Рыцарь, Элозей и Зиро Мэк.
  - Третий тип — гигант. Вооружены двуручным оружием. В их число входят: тролли-садисты, надзиратели, палачи, железные големы, пластинчатые големы и Гортоэль.
  - Четвёртый тип — рыцарь с двумя мечами. Они очень гибки и их удар сложнее всего отбивать. Осуществляют множество акробатических приёмов. В их число входят: деревянные шуты, пластинчатые сороки и Куэро.

## Сюжет
В одной цитадели живёт некий Царь-Бог (англ. The God King), который необычным образом остаётся бессмертным, но существует Клинок Бесконечности, которым он же и владеет. Только это оружие способно убить его. В первой анимационной сцене герой желает свергнуть Царя ради мира и процветания, но терпит поражение. Царь-Бог говорит, что у героя сильная родословная, и она хорошо ему послужит. Проходит 20 лет и сын героя вновь стоит перед замком, желая отомстить за отца и свергнуть Царя-Бога. А потом его сын, и сын его сына и т. д. Один за другим представители рода умирают от Клинка Бесконечности напитывая его силой, о чём и говорил Царь-Бог в начале. Перед тем как попасть к Царю-Богу, главному герою предстоит сразиться с его рыцарями. Игру можно закончить тремя путями: убить Царя-Бога, примкнуть к нему (он предлагает это, когда персонаж уберёт тому половину очков здоровья) или пройти подземелье (имея заранее купленный в магазине клинок бесконечности).
Если убить Царя-Бога, то перед смертью тот предупреждает, что в мире множество опасностей, о которых герой и понятия не имеет, и теперь «они» придут за ним. Герой обнаруживает на подлокотнике трона Царя-Бога какой-то экран и нажимает на него, в результате чего с потолка зала спускается голограмма планеты, спутник которой разрушен и его осколки летают вокруг неё.
Если герой решает присоединиться к Царю-Богу, тот говорит, что и сам когда-то был смертным, но как теперь узнает герой, в мире есть более могущественные вещи, чем он. Бессмертные, ставшие слишком могущественными, и которые слишком развратились в своём могуществе, вместе с героем Царь-Бог планирует уничтожить их всех.
Для того чтобы попасть в подземелья, необходимо купить Клинок Бесконечности (отобрать у Царя даже при выигрыше невозможно). Герою придётся сразиться с тремя заключенными Царя-Бога, получив за победу над каждым по предмету для огненного рыцаря (меч, щит и магическое кольцо). После победы над ними герой попадает в комнату, в которой в прозрачных резервуарах плавает множество тел Царя-Бога, которые и заключают в себе его секрет бессмертия. В комнате в засаде сидит робот Зеро-Мех (англ. Zero Mech), с которым герою предстоит сразиться. После разрушения машины, из неё появляется рыцарь-человек, одетый в доспехи самого первого героя из пролога. Оказывается, что это Архарин (англ. Archarin), один из предков героя, решивший примкнуть к Царю-Богу. После поражения Архарин говорит, что Царь-Бог вернётся и заберет то, что по праву принадлежит ему. Окончательным завершением сюжета в игре считается именно этот вариант, так как именно после него игроку предлагается попробовать пройти игру заново, с сохранением опыта, но не вещей и денег.
История продолжается в Infinity Blade 2, а за основу берутся сразу две концовки: канонически, герой убил Царя-Бога, после чего спустился в подземелье и сразился там со всеми. Время действия игры — средневековье, но в игре присутствуют технологии будущего, за счёт которых и жив Царь-Бог.

## Персонажи
Са̀йрис (англ. Siris) — главный персонаж серий игр. Предок Сайриса был воином, желающим свергнуть тиранию Царя-Бога. Царь-Бог владел Клинком Бесконечности, который способен впитывать опыт поверженных и убивать бессмертных. Предок Сайриса проигрывает битву и умирает от этого клинка. Царь-Бог решает использовать его родословную для усиления Клинка Бесконечности (и как выясняется в продолжении — для придания Клинку возможности убивать бессмертных, которой тот ещё не обладает) и устанавливает традицию, под названием Жертва (англ. Sacrifice). Каждый потомок рода этого героя, достигнув определённого возраста, должен оставить сына и отправиться на битву с Царём-Богом. Именно Сайрис оказывается тем потомком, кому удаётся победить Царя-Бога и разорвать эту петлю. И, как выясняется позже, именно он и должен был стать той последней жертвой, благодаря которой Клинок Бесконечности вошёл бы в полную силу.
Царь-Бог, в последующих частях известный под именем Рэйдриар (англ. Raidriar) — главный антагонист первых двух частей игры. Один из первых бессмертных. Был убит Сайрисом в конце первой части игры, однако, так как Клинок Бесконечности не был полностью активирован, впоследствии смог возродиться в одном из клонов, аналогичных которому видит Сайрис перед боем с Зеро-Мех в подземелье.
Архарин (англ. Archarin) — один из предков Сайриса, который решил примкнуть к Царю-Богу. Изначально пилотирует Зеро-Мех и появляется лишь после победы над ним. Убив его Клинком Бесконечности, Сайрис, сам того не ведая, сумел его активировать окончательно (ведь нужны были жертвы из их рода, и не важно, кто это конкретно будет).
Куэро (англ. Kuero) — один из трёх бессмертных пленников Царя-Бога, заключённых в подземелье замка.
Гортоэль (англ. Gortoel) — второй по силе из троицы бессмертных, заключённых в подземелье. В книге Infinity Blade: Redemtion рассказывается, что он когда-то был телохранителем Хранителя Тайн и, к тому же, человеком. То, что он похож на тролля, является наглядной иллюстрацией тех бессмертных, о которых говорит Царь-Бог, в случае присоединения к нему.
Элозей (англ. Ealoseum) — самый сильный из троицы заключённых. В диалоге с ним появляется первый намёк на то, что Сайрис и сам бессмертный (выясняется это уже во второй части игры), Элозей говорит: «пришло время одному из нас умереть по-настоящему».
Темный Рыцарь (англ. The Dark Knight) — телохранитель Царя-Бога и его чемпион. Всегда стоит перед его троном и является предпоследним противником (последний — сам Царь-Бог).

## Отзывы
| Сводный рейтинг | Сводный рейтинг |
| Агрегатор       | Оценка          |
| --------------- | --------------- |
| GameRankings    | 91,50 %         |